# Les Treize Fiancées de Fu Manchu
Série
Le Masque de Fu Manchu
(1965) La Vengeance de Fu Manchu
(1967)
Pour plus de détails, voir Fiche technique et Distribution.
Les Treize Fiancées de Fu Manchu (The Brides of Fu Manchu) est un film anglo-allemand réalisé par Don Sharp et sorti en 1966.

## Synopsis
Fu Manchu et ses sbires enlèvent les filles de scientifiques éminents. Celles-ci sont retenues prisonnières dans les quartiers généraux du maléfique docteur, situés sur un endroit isolé. Au lieu de réclamer une rançon, Fu Manchu demande que les pères des otages l'aident à mettre au point un rayon de la mort, qu'il a l'intention d'utiliser pour devenir le maître du monde. Cependant Nayland Smith de Scotland Yard, son ennemi juré, est bien déterminé à faire échouer ces abominables projets…

## Fiche technique
- Titre original : The Brides of Fu Manchu
- Titre français : Les Treize Fiancées de Fu Manchu
- Réalisation : Don Sharp
- Scénario : Don Sharp et Harry Alan Towers, d'après les personnages créés par Sax Rohmer
- Décors : Frank White
- Photographie : Ernest Steward
- Montage : Allan Morrison
- Musique : Bruce Montgomery (version anglophone) et Gert Wilden (version germanophone)
- Production : Harry Alan Towers
- Sociétés de production : Constantin Film Produktion, Fu Manchu Films et Hallam
- Pays d'origine :  Royaume-Uni /  Allemagne de l'Ouest
- Langue : anglais
- Distribution France-Italie LUX, Angleterre RANK, USA Warner Seven Art
- Format : Couleurs - 35 mm- 1,85:1 - Son mono
- Genre : Action, Science-fiction
- Durée : 94 minutes
- Dates de sortie :
  - Allemagne de l'Ouest : 2 septembre 1966
  - Royaume-Uni : 16 décembre 1966
  - France : 22 mars 1967
- Affiche : Jean Mascii (France)

## Distribution
- Christopher Lee  (VF : Marc Cassot) : Dr. Fu Manchu
- Douglas Wilmer (VF : Pierre Marteville) : Nayland Smith
- Heinz Drache : Franz Baumer
- Marie Versini : Marie Lentz
- Howard Marion-Crawford (VF : Lucien Bryonne) : le docteur John Petrie
- Tsai Chin (VF : Jacqueline Porel) : Lin Tang
- Rupert Davies : Jules Merlin
- Kenneth Fortescue (VF : Hubert Noël) : le sergent Spicer
- Joseph Fürst (VF : René Bériard) : Otto Lentz
- Roger Hanin (VF : lui-même) : l'inspecteur Pierre Grimaldi
- Harald Leipnitz (VF : Gabriel Cattand) : Nikki Sheldon
- Carole Gray : Michèle Merlin
- Burt Kwouk : Feng
- Salmaan Peerzada : Abdul
- Ric Young : l'assistant
- Évelyne Dhéliat : la fiancée française

## Autour du film
- C'est la deuxième interprétation du personnage de Fu Manchu par Christopher Lee après Le Masque de Fu-Manchu (1965). Le comédien reprendra encore les traits du démoniaque asiatique dans The Vengeance of Fu Manchu (1967), The Blood of Fu Manchu (1968) et The Castle of Fu Manchu (1969).
- Dans le cadre d'un happening publicitaire, les treize « fiancées » furent sélectionnées à la faveur d'un concours de beauté dans chaque pays d'Europe (la lauréate française fut Évelyne Dhéliat, la future speakerine et présentatrice de la météo sur TF1). Aucune n'étant alors officiellement inscrite auprès du syndicat professionnel des acteurs, l'Actors' Equity, elles durent en revanche se contenter de figuration.